# شربيان
شربيان (بالفارسية: شربیان) هي مدينة تقع في إيران في Mehraban District. يقدر عدد سكانها بـ 4,374 نسمة .